# Aktinidie čínská
Aktinidie čínská (Actinidia chinensis) je ovocný strom a léčivá rostlina, původem z Číny. Je opylována hmyzem. Jiný český název je čínský angrešt nebo kiwi.

## Výskyt
Ve svém přirozeném prostředí je aktinidie čínská roste v keřovitých porostech dubových lesů (např. Quercus aquifolioides, Quercus oxyodon, Quercus lamellosa) a podrostu lesů a houštin. Preferuje svahy a rokle. V zahradách kde je pěstován je keř pravidelně zmlazován na konci každého vegetačního období.

## Původ
Druh je původní v údolí řeky Jang-c’-ťiang, v Číně. V 21. století je rozšířena v celé jihovýchodní části země.
Herbářová položka, ale ne živé rostliny, byly předány společnosti Royal Horticultural Society britskými lovci rostlin Robertem Fortunem a J.É. Planchonem jenž pojmenovali rod v London Journal of Botany, v roce 1847. Charles Maries druh sbíral pro školky Veitch Nurseries jmenovitě v Japonsku, ale do západoevropského zahradnictví jej vnesl až E.H. Wilson, který poslal semena shromážděné v Hupeh školkám Veitch Nurseries v roce 1900.

## Použití

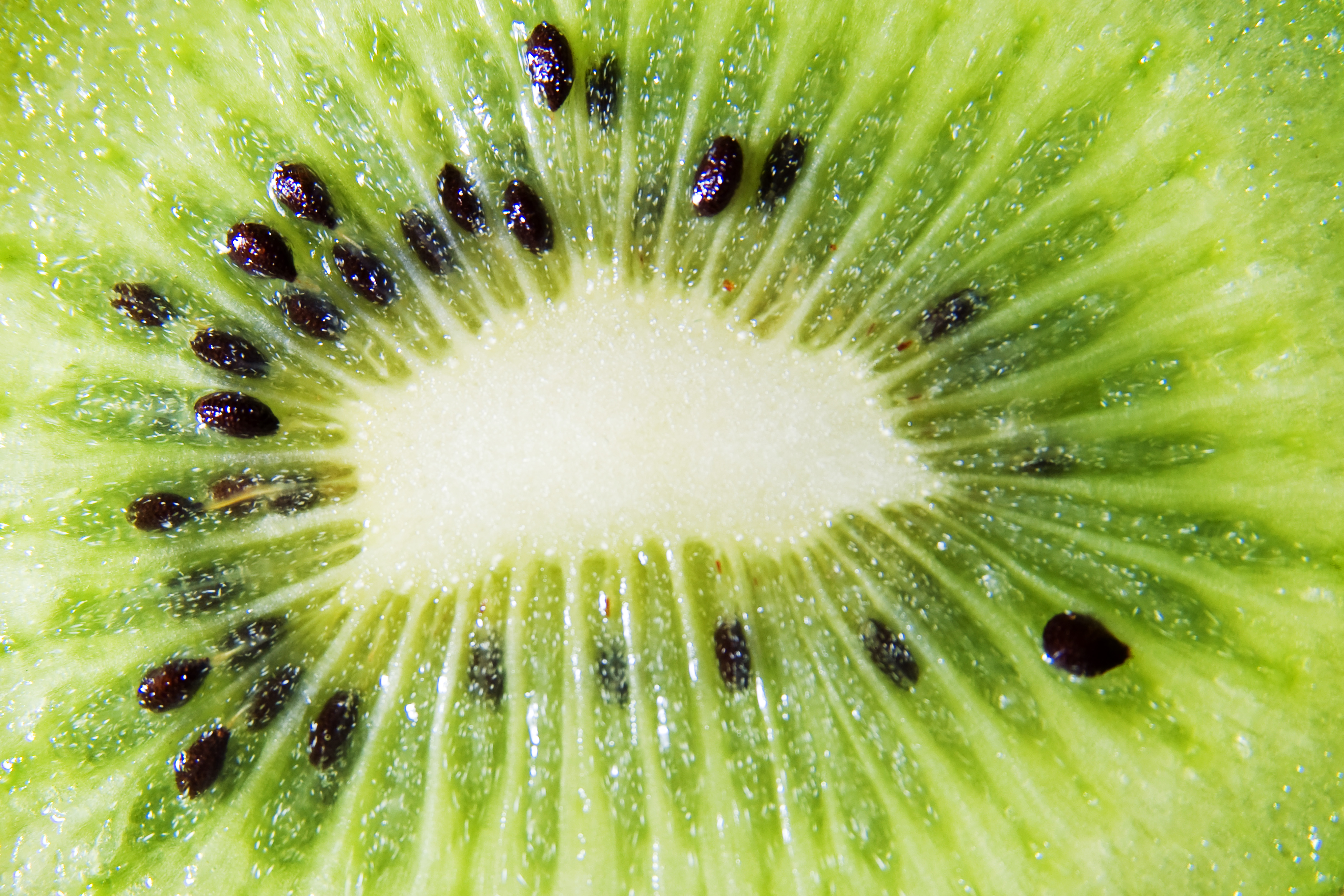
Jedlá vnitřní dužnina ovoce.

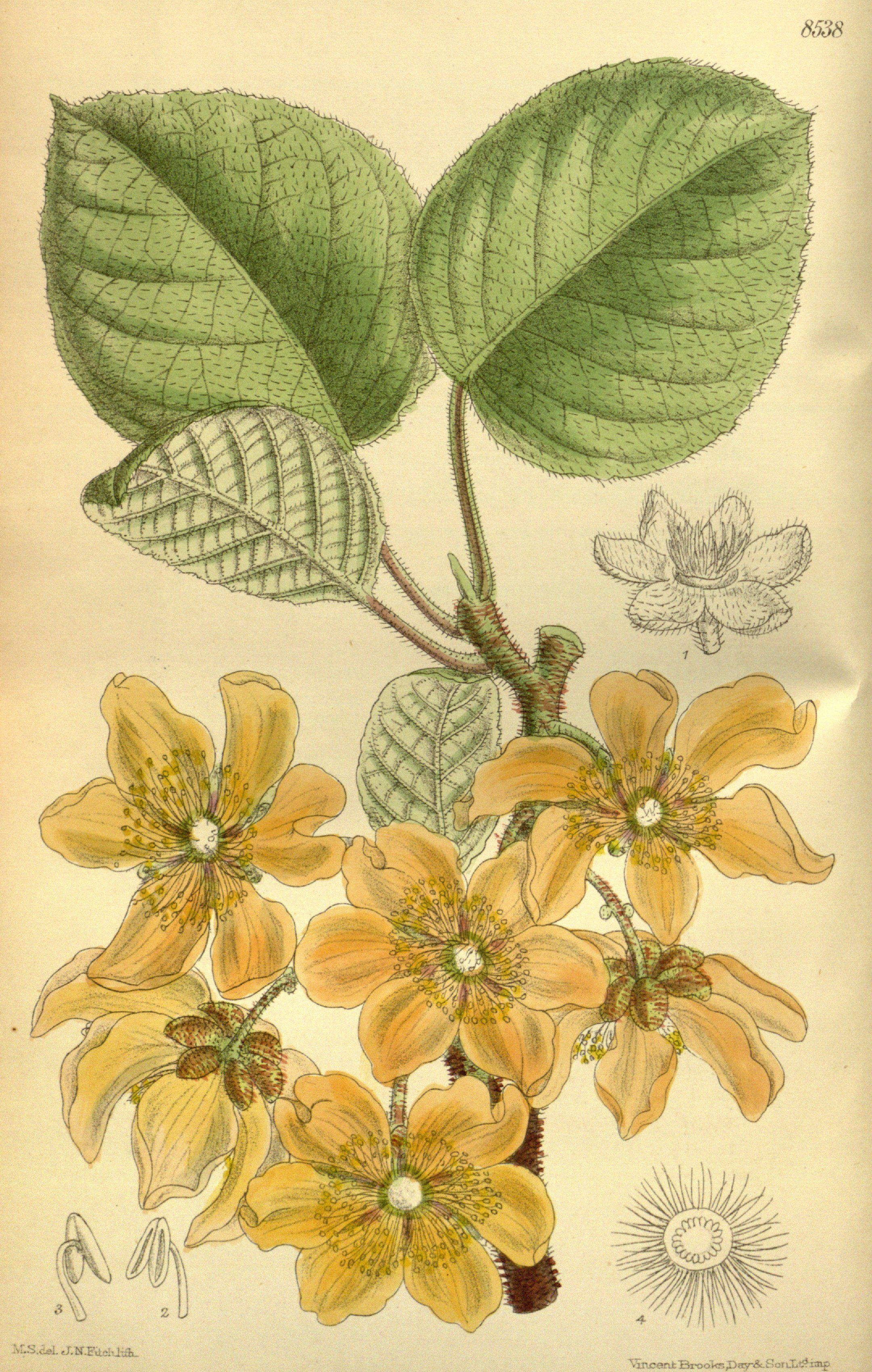
Popisný obrázek.

Plody které dorůstají velikosti vlašského ořechu jsou jedlé. Druh byl poprvé komerčně pěstován na Novém Zélandu,, kde byl nahrazen druhem Actinidia deliciosa.
Je používán v tradiční čínské medicíně.